# Zorzines echigoensis
Zorzines echigoensis là một loài bướm đêm trong họ Noctuidae.